# 軍人革命委員會 (越南共和國)
軍人革命委員會（越南语：／）是越南共和國軍的一些將軍在1963年政變中推翻總統吳廷琰之後建立的政治組織，於1963年11月1日至1964年10月26日期間實際掌握越南共和國的政權。
1963年11月1日政變成功後，政變的軍人佔領了電臺，宣佈一個由20名將軍組成的「軍人革命委員會」成立，罷免總統吳廷琰職務、解散政府。
11月4日，委員會公佈了其執行委員的名單：
1. 楊文明中將：委員會主席
2. 陳文敦中將：第一副主席
3. 尊室訂中將：第二副主席
4. 陳文明中將：經濟委員
5. 范春沼中將：安全委員
6. 陳善謙中將：軍務委員
7. 杜茂少將：政治委員
8. 黎文金中將：外交委員兼總書記
9. 枚有春中將：委員
10. 黎文嚴中將：委員
11. 阮文紹少將：委員
12. 阮有固少將：委員

委員會宣佈廢除1956年憲法，解散國會，一切事務由陸軍接管。委員會頒佈《軍人委員會第一號敕令》（Sắc lệnh số 01/HĐQN），任命副總統阮玉書為臨時總理，並於11月6日組建臨時政府。軍人委員會還設立了人士委員會這個政策諮詢機構。
雖然如此，軍人委員會淩駕於臨時政府之上，臨時政府要接受委員會的領導。陳文敦和尊室訂在臨時政府中分別擔任國防部長和安全部長這兩個要職。
1964年1月30日，阮慶發動政變，逮捕並罷免陳文敦、黎文金、尊室訂、梅友春四人職務並押送大叻。阮慶將楊文明的職務改為「國長」（國家元首），阮慶自任總理。後來大越黨的阮宗環和將軍陳文敦則被任命為副總理。陳善謙、阮文紹和杜茂支持阮慶。
1964年8月，為確立法律基礎，阮慶主席領導的委員會制定《頭頓憲章》（Hiến chương Vũng Tàu），但遭致人民反對，許多示威遊行發生，迫使阮慶作出讓步。月底，軍人革命委員會宣告解散，改組為「臨時領導委員會」（Ủy ban Lãnh đạo Lâm thời），由阮慶、楊文明、陳善謙擔任委員。
1964年9月，委員會通過兩項決議：
1. 成立國家高級委員會
2. 召開國會起草憲法，將權力下放給民事政府。

9月26日，國家高級委員會通過決議，於10月26日終止臨時領導委員會的存在。